# Biosteres pilotus
Biosteres pilotus är en stekelart som först beskrevs av Fischer 1980.  Biosteres pilotus ingår i släktet Biosteres och familjen bracksteklar. Inga underarter finns listade.